# Ражени хлеб
Ражени хлеб је врста хлеба направљена од брашна ражи. Хлеб може бити светле или тамне боје, у зависности од типа брашна које се користи и додатака, те је обично тврђи (збијеније структуре) од хлеба прављеног од пшеничног брашна. Има више влакана од белог хлеба и често је тамније боје и јачег укуса. Ражени хлеб има значајне здравствене предности у поређењу са белим хлебом.
Тамни ражени хлеб се највише користио до средњег века. Многе различите врсте раженог жита потичу из различитих делова Европе попут Финске, Данске, балтичких држава и Немачке. У Аустрији, Финској, Естонији, Данској, Летонији, Литванији, Пољској, Белорусији и Русији ражени хлеб је најпопуларнији од свих врста хлебова. 
Ражени хлеб је већином направљен са најмање 90% брашна. Чисти ражени хлеб не садржи пшенично брашно. У Немачкој ражени хлеб са нижим уделом ражи од 90% назван је црни хлеб. Хлеб је направљен од брашна или прекрупе, воде, квасаца, соли, киселог теста за хлеб и зачина као што су ким, анис, коморач, сусам или коријандер. 